# ماريانو دياز (لاعب كرة قدم)
ماريانو دياز (بالإنجليزية: Mariano Dias)‏ هو لاعب كرة قدم هندي، ولد في 10 فبراير 1960 في الهند. شارك مع منتخب الهند لكرة القدم. أما مع النوادي، فقد لعب مع نادي تشرتشل براذرز ونادي سالغاوكار.